# Domingo Matte Mesías
Domingo Matte Mesías (Santiago, 1812-ibídem, 1893) fue un empresario bancario y político chileno.

## Primeros años de vida
Fue hijo del comerciante de origen español Francisco Javier Matte y Pérez de Ramos y María del Rosario Mesías. Contrajo nupcias con Rosario Pérez Vargas, con quien tuvo once hijos, entre los que se encuentran: Augusto, Eduardo, Claudio, Ricardo, Delia y Domingo Matte Pérez.

## Vida pública
Fue fundador del Banco Matte y Cía., al que le dedicó gran parte de su vida y su fortuna, así como también fue uno de los accionistas del Ferrocarril del Sur y posteriormente la Empresa del Ferrocarril Urbano de Santiago. Fundó también el Hospital San Vicente de Paul. Fue miembro del Partido Nacional, seguidor de su amigo personal, el presidente Manuel Montt.
Llegó al Congreso por primera vez en 1837, como diputado por Valdivia (1837-1840). Posteriormente fue diputado por Santiago en dos períodos consecutivos (1843-1849). En estos períodos fue miembro de la Comisión permanente calificadora de peticiones y de negocios eclesiásticos.
Electo senador por Santiago en 1858, ocupó el cargo hasta 1879. Perteneció a la Comisión permanente de educación y beneficencia, además de la Comisión de hacienda e industria. Fue miembro de la Comisión Conservadora del Senado entre 1873 y 1876.

## Bibliografía

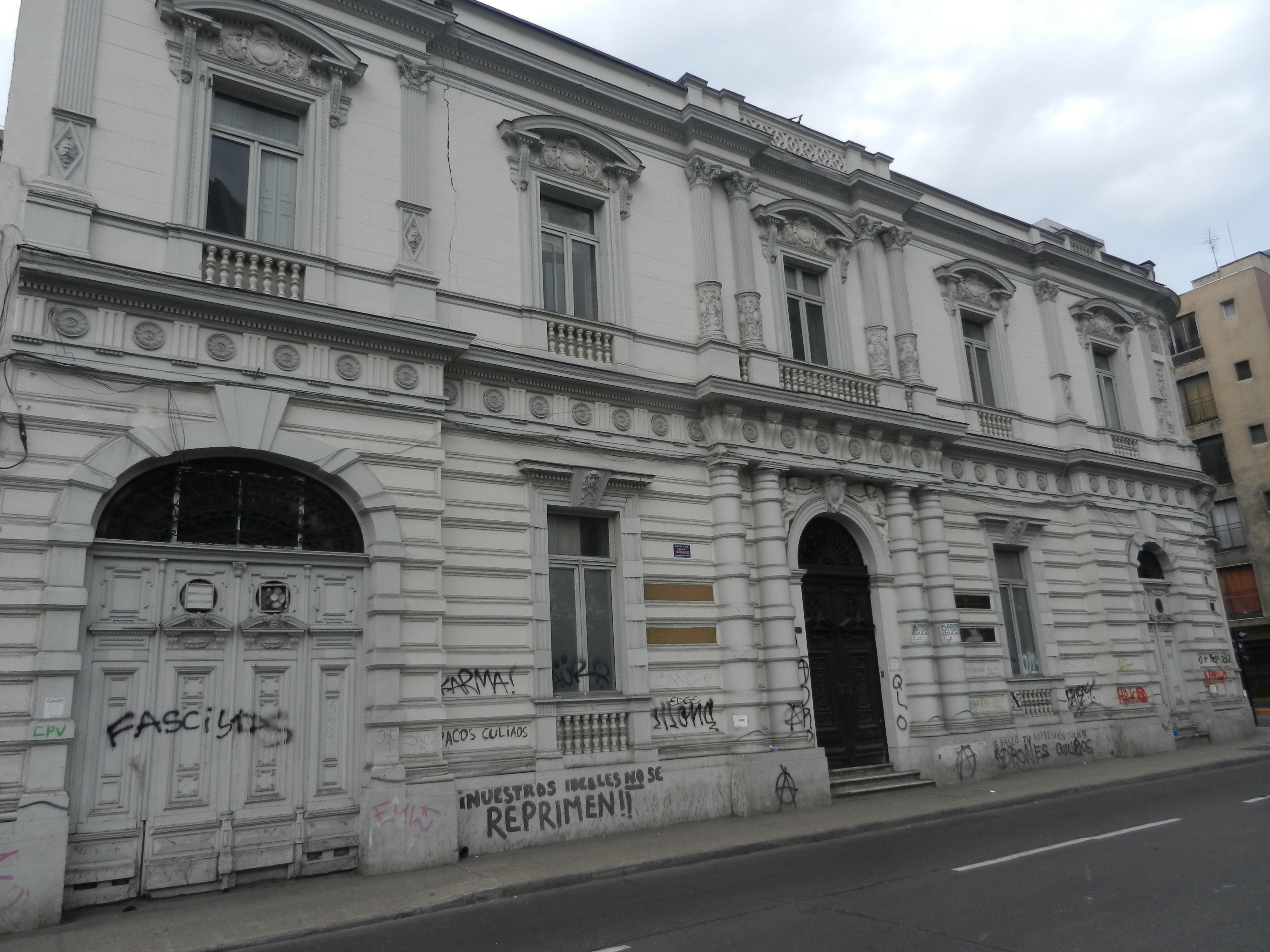
Casa Matte